# Déborah François
Déborah François (Liège, 24 de maio de 1987) é uma atriz belga.
Ganhou reconhecimento no cinema mundial ao estrelar A Criança, seu filme de estreia, que abocanhou a Palma de Ouro do Festival de Cannes, em 2005.

## Filmografia
- My Queen Karo (2009)
- Le premier jour du reste de ta vie (2008)
- A Criança (2005)
- Populaire (2012)
- O Monge (2012)
- A Datilógrafa (2012)

## Galeria

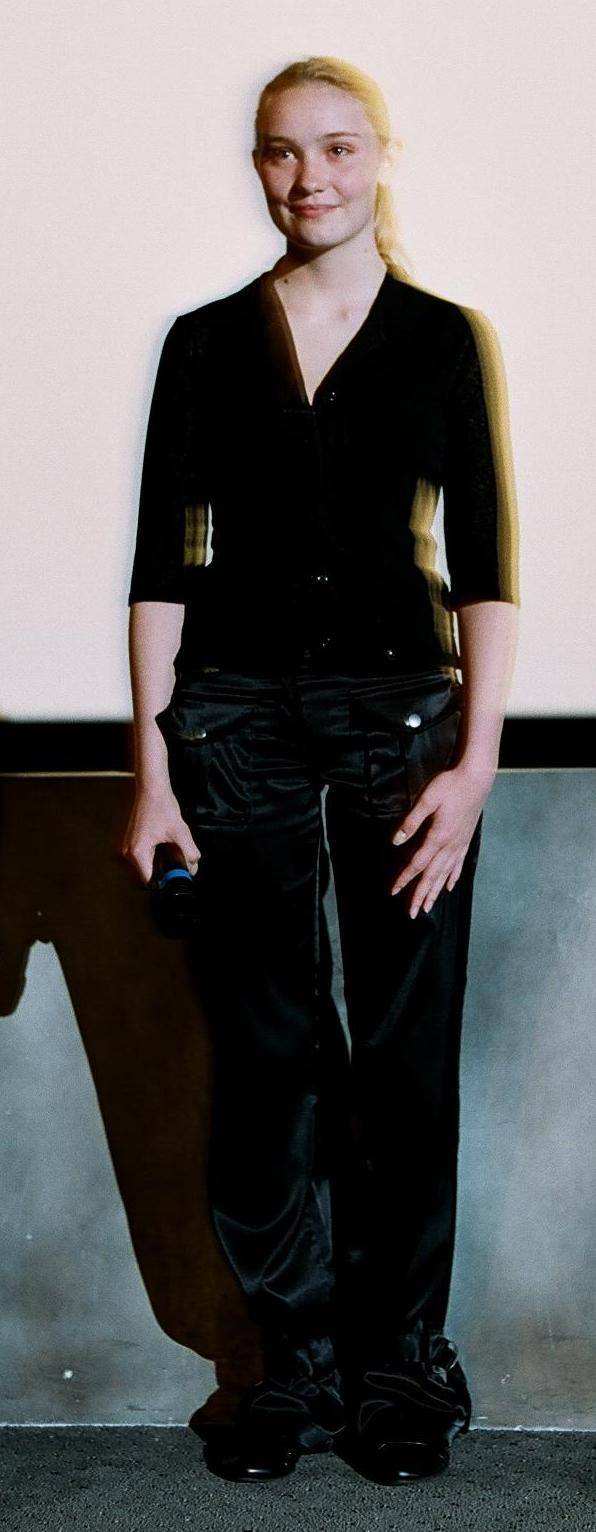
Novembro de 2005
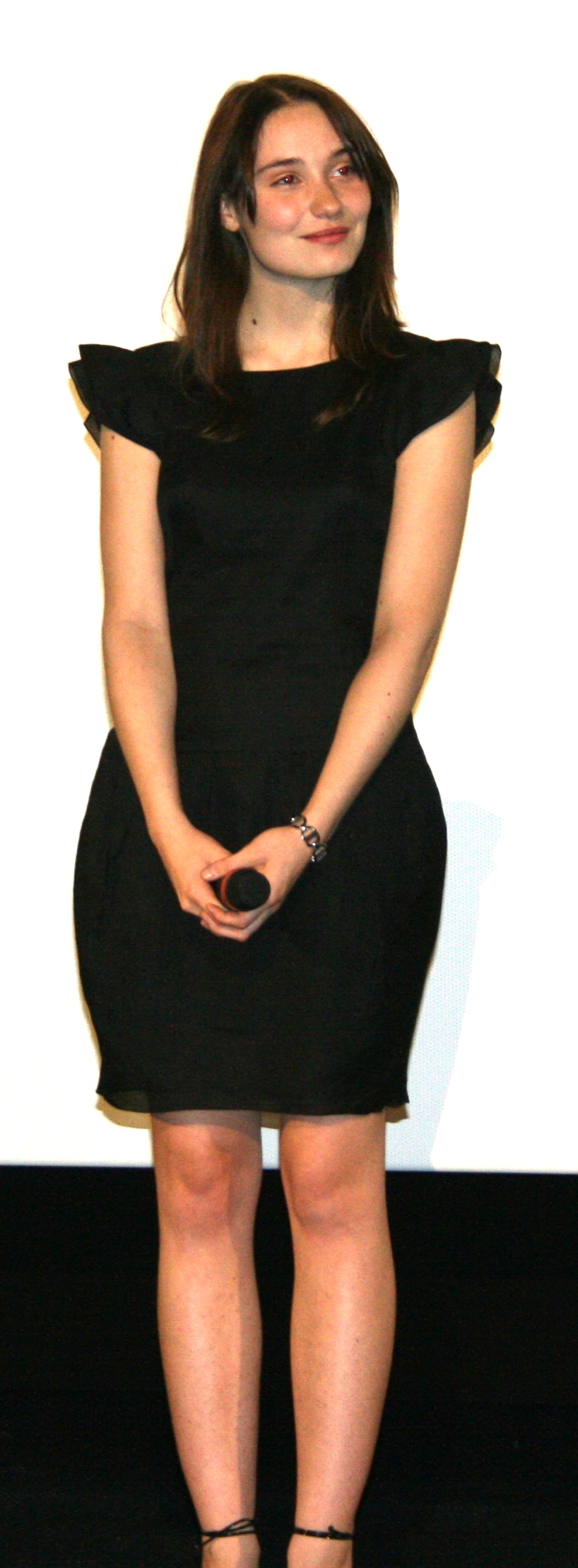
Julho de 2008
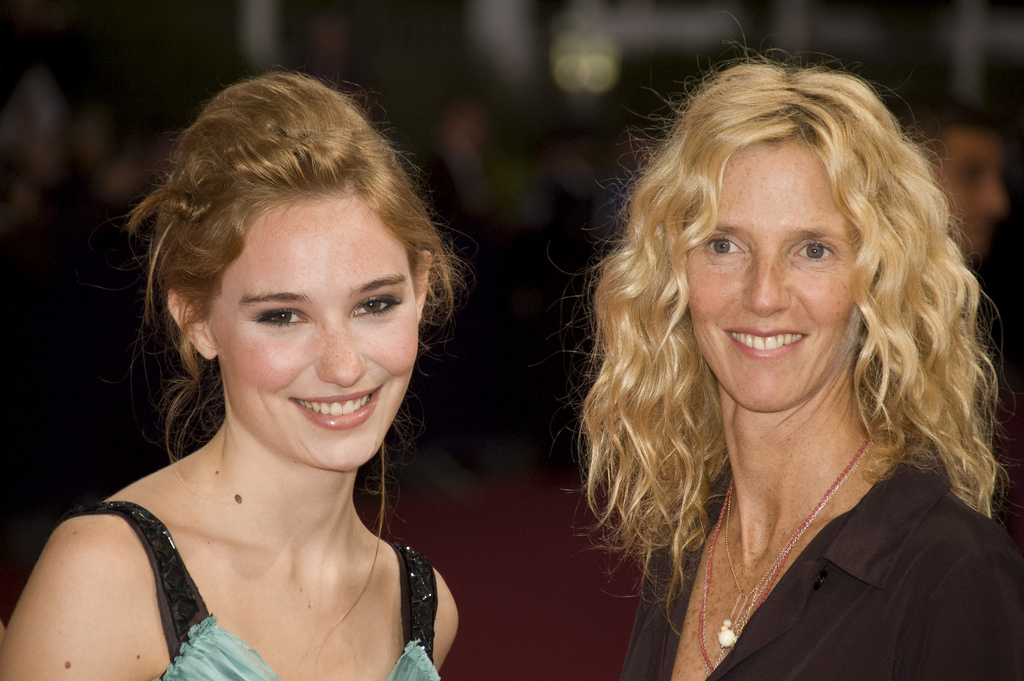
Com Sandrine Kiberlain, em 2009, no Festival de Deauville